# إيميل فينانت
إيميل فينانت (بالفرنسية: Émile Veinante) (12 يونيو 1907 في ميتز – 18 نوفمبر 1983 في دوري) لاعب ومدرب كرة قدم فرنسي راحل .
لعب فينانت في خط الهجوم وبدأ مسيرته الرياضية في نادي ميتز سنة 1916 قبل نهاية الحرب العالمية الأولى . بقي في نادي ميتز حتى سنة 1929 حيث انتقل إلى نادي راسينغ باريس في الدرجة الأولى واستمر معهم حتى سنة 1940 وحقق معهم ثنائية الدوري و الكأس في سنة 1936 وتم اختياره أفضل لاعب في فرنسا في هذه السنة . اعتزل اللعب رسميا في 1940 .
ما بين فبراير 1929 و يناير 1940 لعب فينانت 24 مباراة دولية مع منتخب فرنسا مسجلا 14 هدف . شارك في بطولة كأس العالم لكرة القدم 1930 ، 1934 ، و 1938 ولكنه بقي احتياطيا في البطولة الثانية التي أقيمت في إيطاليا . في البطولة الثالثة سجل هدف في مرمى منتخب بلجيكا في الدقيقة الأولى من المباراة .
في سنة 1940 أصبح مدربا لنادي راسينغ باريس حتى سنة 1943 ثم تولى تدريب أندية ستراسبورغ (3 فترات) ، نيس ، ميتز، و نانت .

## وصلات خارجية
- إيميل فينانت على موقع قاعدة بيانات كرة القدم.إي يو (الإنجليزية)
- إيميل فينانت على موقع ناشيونال فوتبول تيمز (الإنجليزية)

- الاتحاد الفرنسي لكرة القدم